# نبهان (الحيمة الخارجية)

تعديل مصدري - تعديل

نبهان هي إحدى قرى عزلة دروان بمديرية الحيمة الخارجية التابعة لمحافظة صنعاء، بلغ تعداد سكانها 632 نسمة حسب تعداد اليمن لعام 2004.